# ARP Piano 16

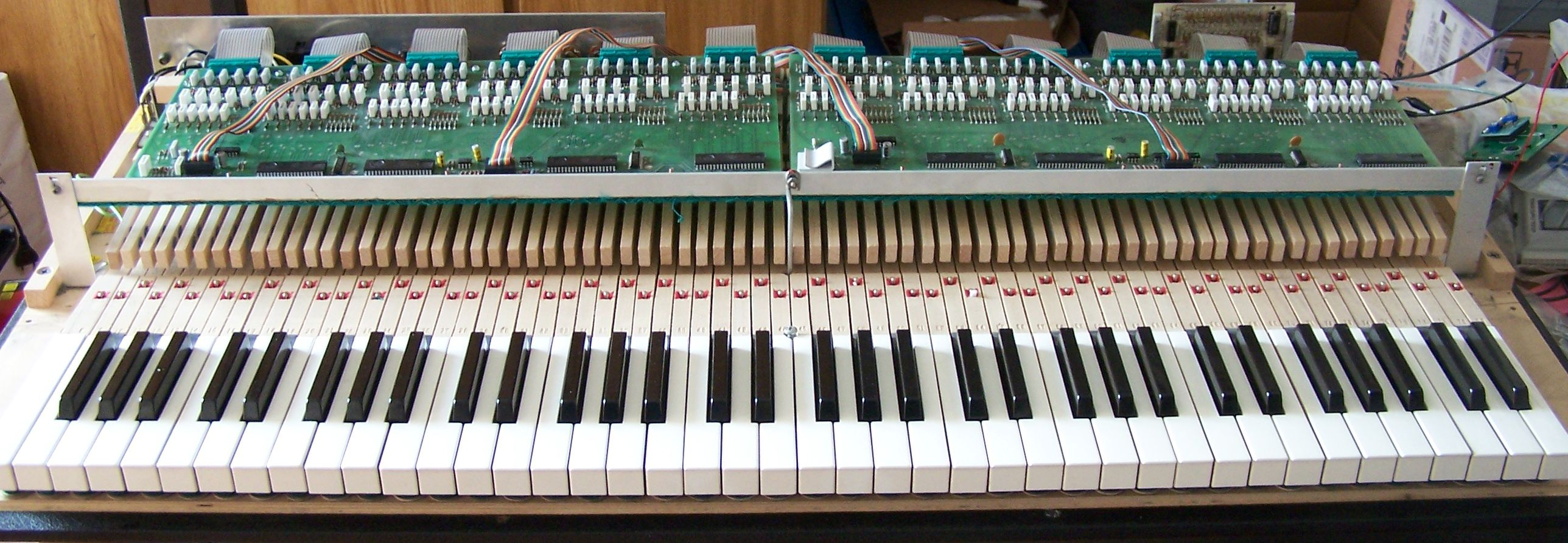
ARP Piano 16 privo del mobile

L'ARP Piano 16 (modello 3363) è un pianoforte elettrico prodotto da ARP Instruments attorno al 1979. Nonostante il momento commercialmente molto favorevole per introdurre un pianoforte elettronico sul mercato, il prodotto fu molto deludente, specie nei confronti di un marchio che si era sempre distinto per pulizia del suono e innovazione tecnologica.
L'ARP Piano 16 si presenta come un piccolo pianoforte, con tastiera dinamica interamente in legno e meccanismo a scappamento, costruito all'interno di un contenitore progettato per un facile trasporto e provvisto di tre maniglie retrattili a molla. La tastiera è protetta nel trasporto con un coperchio che completa la forma a parallelepipedo ed è dotato di gambe avvitabili e di un doppio pedale in ottone per il sostenuto e per una funzione commutabile, fra sordina e vibrato, a scelta del musicista.
Le uscite audio sono una XLR mono e due jack da 6,3mm per pseudostereofonia.

## I timbri
Era presente la selezione fra un timbro di pianoforte ("P") e 15 timbri di strumenti analoghi, che spaziavano da piano elettrico a organo elettromeccanico a clavicembalo, fino a giungere ad effetti singolari e innovativi.

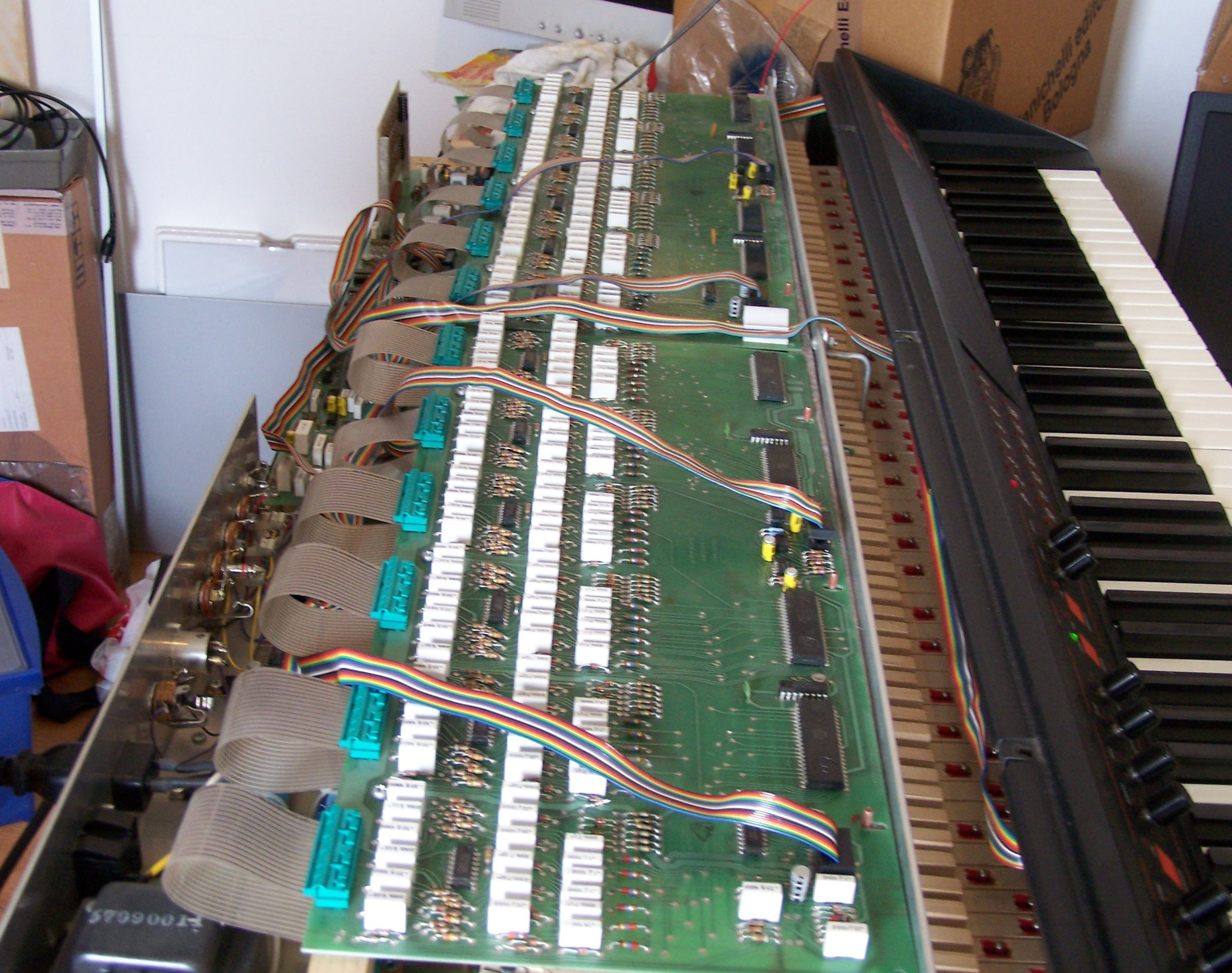
Elettroniche dello strumento

## I controlli
Il pannello di controllo era realizzato mediante switch a membrana, gestiti da un controllo a microprocessore. All'accensione lo strumento si posizionava automaticamente sul suono "P".
A partire dal lato sinistro abbiamo:
- il jack stereo per la cuffia
- controllo rotativo volume
- controllo rotativo tono
- pulsante on/off phaser con LED
- controllo rotativo velocità LFO phaser
- controllo rotativo risonanza phaser
- controllo rotativo intonazione
- controllo rotativo differenza di intonazione fra i due gruppi di generatori
- pulsante per il pedale sinistro (SOFT oppure VIB)
- pulsante per inserire il vibrato con LED
- controllo rotativo velocità vibrato
- controllo rotativo intensità vibrato
- 16 pulsanti a membrana con LED per la selezione del timbro

## La tecnica
Lo strumento utilizzava tecniche già impiegate con successo negli strumenti ARP per la generazione ed il trattamento del segnale sonoro.
I generatori erano del tipo top octave/divide down, come negli organi combo, e la forma d'onda era controllata mediante la scarica di un condensatore, che agiva su una batteria di VCA a diodo.

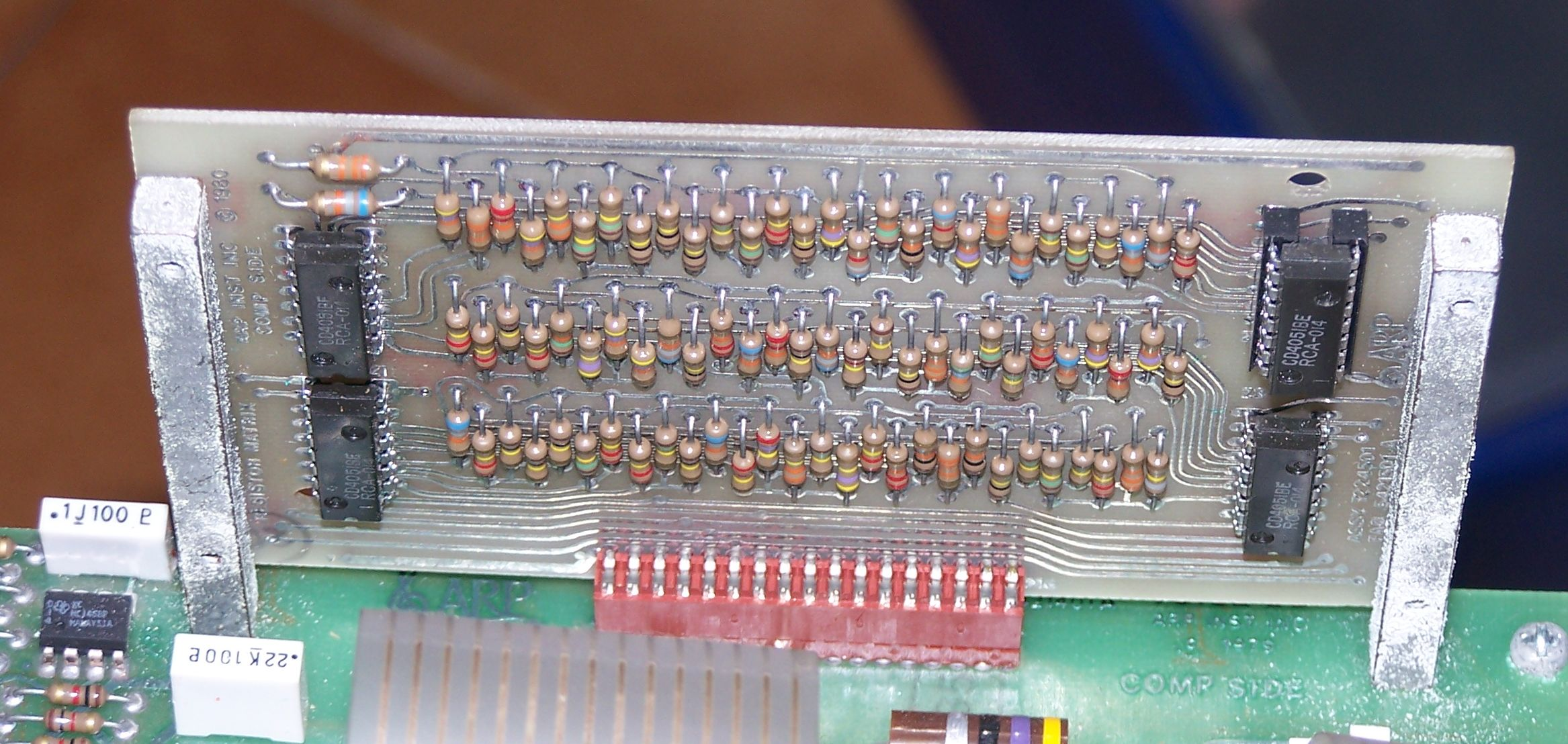
Scheda intercambiabile matrice di timbri

Per simulare la vibrazione di corde multiple, come avviene in un pianoforte acustico, lo strumento impiegava due generatori in parallelo (detti Upper Voicing e Lower Voicing), ognuno con la propria catena di modulazione e di VCA. Il controllo di differenza di intonazione permetteva di aumentare fino a un quarto di semitono l'intonazione di uno dei due gruppi di generatori (Upper Voicing), ottenendo un graduale ispessimento del timbro, fino a presentare forti stonature come nel caso di un pianoforte da saloon.

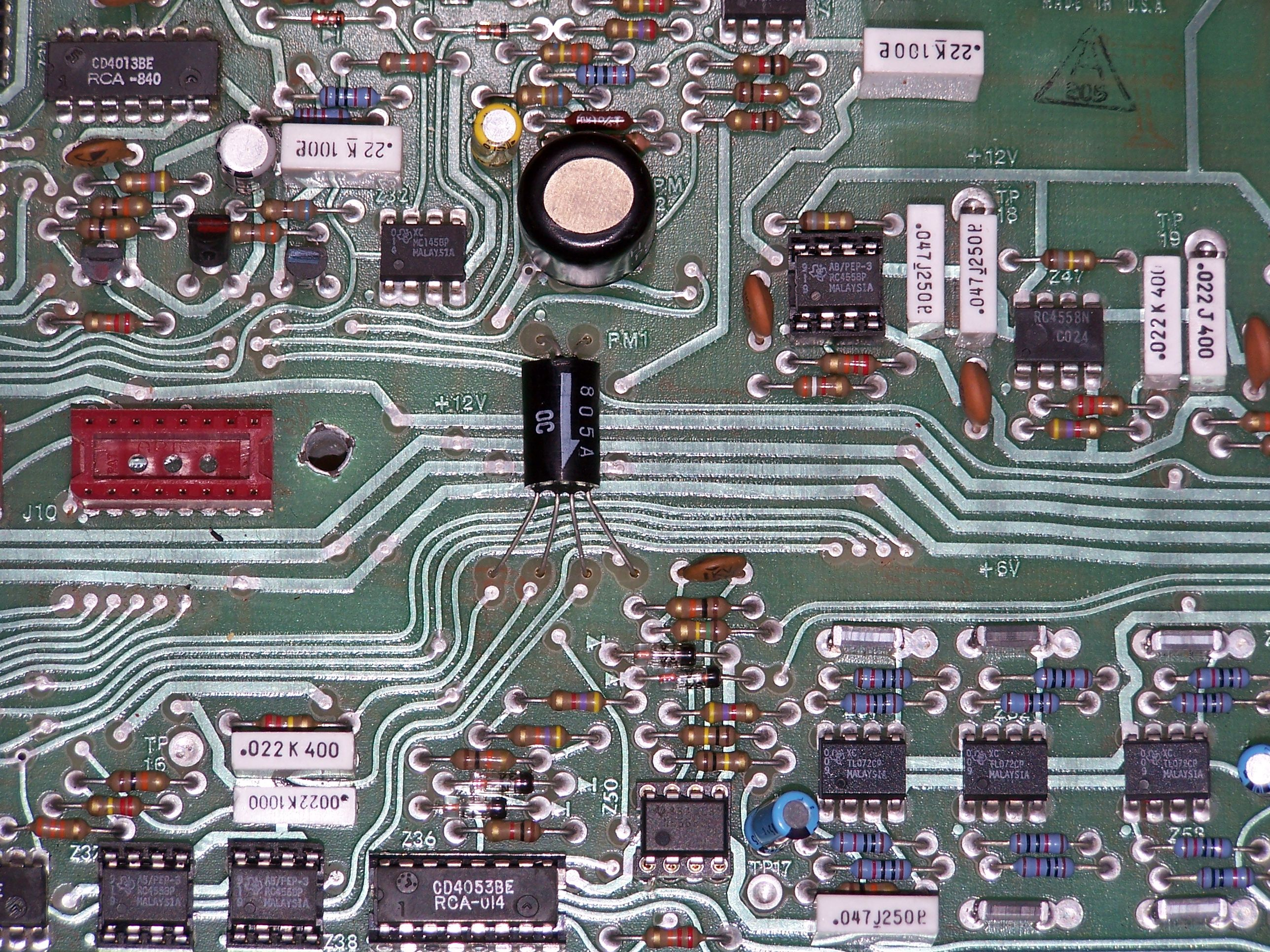
Optoaccoppiatore del phaser

Le diverse timbriche erano ottenute con uno schema analogo a quanto visto sull'ARP Pro/DGX, ovvero con una combinazione di PROM contenenti la gestione dei percorsi audio preselezionati, ed una scheda, montata su un connettore per renderla intercambiabile, con il compito di filtro e mixer dei vari suoni ed effetti a seconda del timbro scelto. Questa architettura avrebbe potuto permettere in seguito lo sviluppo e la vendita di kit per installare nuovi suoni sullo strumento, che però non venne mai realizzata.
Il phaser (indicato curiosamente come Phasor) era un modulo a sei stadi, molto ricco in quanto a contenuto armonico e dotato di controlli di velocità di modulazione e di risonanza (Q), che poteva giungere quasi all'autooscillazione. I sei stadi erano controllati mediante un singolo componente, provvisto di un'unica sorgente di luce che illuminava sei sensori ottici racchiusi in un contenitore cilindrico a chiusura ermetica, in modo da avere un perfetto parallelismo degli stadi, a vantaggio della regolarità e ricchezza dell'effetto generato. Il phaser inoltre forniva un segnale pseudostereofonico, indirizzando il segnale diretto su una uscita e quello ritardato sull'altra.

## La tastiera

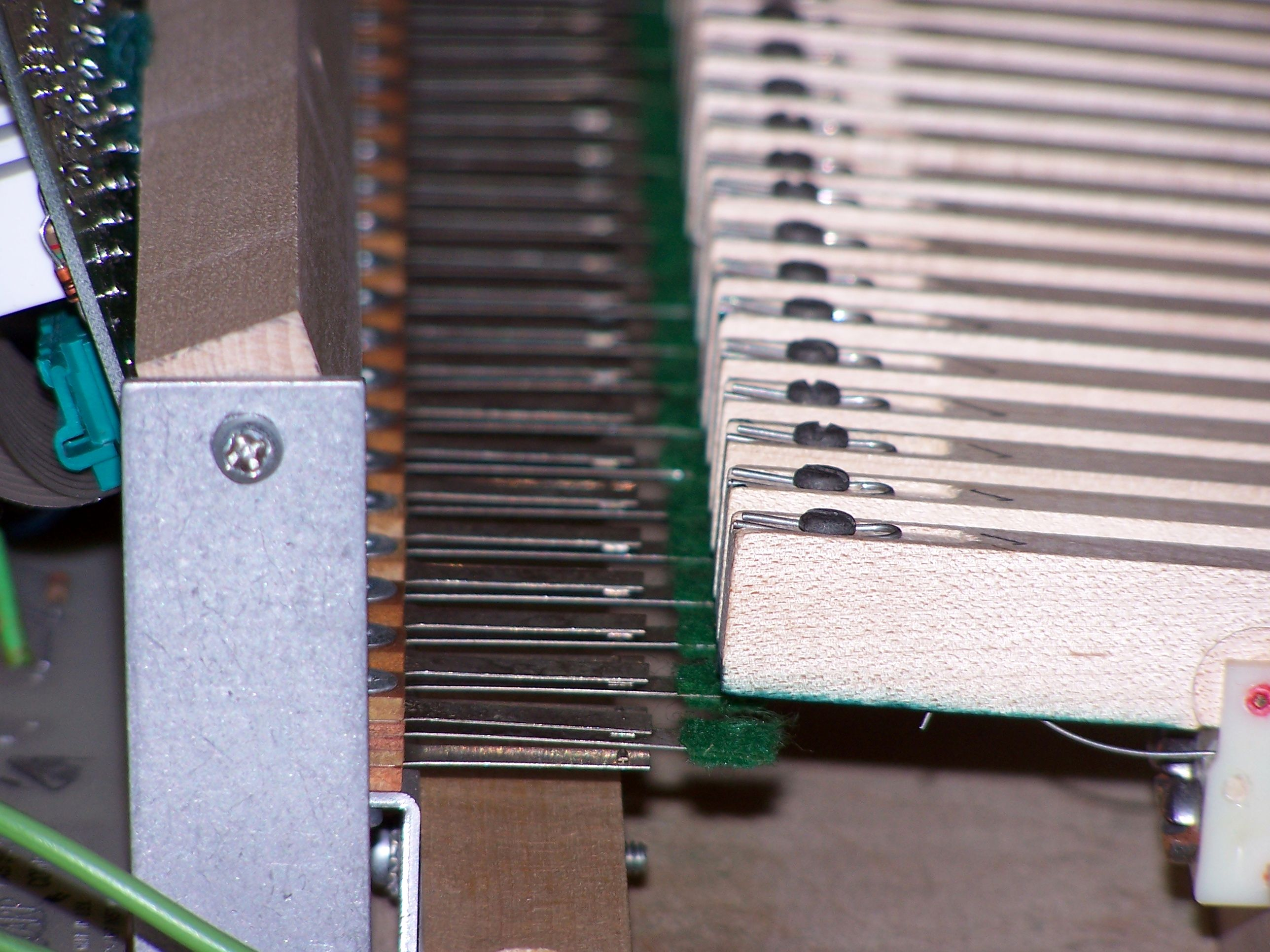
I contatti della tastiera

Era completamente in legno, con 73 tasti, ed impiegava un singolo scappamento, con martelletti provvisti di pesetti in piombo allo scopo di fornire la necessaria resistenza meccanica all'action del musicista. La coda dei martelletti agiva su un deviatore lamellare, che scollegava il condensatore dalla sua sorgente di corrente costante e lo applicava al diodo del relativo VCA, modulando di conseguenza l'ampiezza del suono, fino a scarica del condensatore.

## I difetti
Lo strumento fu prodotto quando l'azienda si trovava già in condizioni economiche gravi, soprattutto a causa delle ingenti risorse utilizzate per lo sviluppo dell'ARP Avatar e avrebbe dovuto rappresentare un'opportunità di risalita per i suoi bilanci. Venne messo in commercio troppo in anticipo rispetto alle condizioni tecniche necessarie, e ARP Intruments si trovò a dover far fronte ad una quasi totale richiesta di rientri per riparazione, e non era strutturata per reggere una simile domanda.

### Il rumore di fondo
La tecnica dei VCA adottati prevede che, per ogni nota, sia presente un diodo che viene polarizzato attorno alla sua tensione di conduzione: in quell'intervallo, piuttosto ristretto e quindi difficile da controllare con precisione, il componente varia la propria conduttanza fra un minimo ed un massimo, ottenendo quindi l'effetto di modulare l'intensità del segnale alternato sovrapposto alla corrente di controllo. Questa soluzione ha due caratteristiche che possono averne decretato la scelta: la grande semplicità circuitale, a tutto vantaggio dell'incidenza dei guasti, considerato l'elevato numero di VCA necessari, ed il bassissimo costo. Una soluzione simile può essere efficace, ma è anche soggetta a difficile modulabilità e soprattutto non garantisce lo spegnimento completo della sorgente in regime di bassa conduttanza del diodo. Il risultato, sull'ARP Piano, è di avere 146 note sempre lievemente percepibili, che causano un forte rumore costante in uscita.
Al rumore residuo dei VCA si aggiunga una forte sensibilità di tutto lo strumento ai campi elettromagnetici ambientali. È sufficiente passare una mano sopra o sotto al mobile per sentire aumentare il ronzio ed i crepitii. Una lampada elettrica, accesa o spenta nelle vicinanze, ha ripercussioni sul segnale generato dall'ARP Piano, con conseguenze devastanti nel caso di un'esecuzione live.
Il phaser, pur essendo di buona fattura, non è stato sufficientemente curato in fase di implementazione, per cui il semplice on/off dell'effetto provoca fastidiosi colpi sul segnale audio.

### L'action di tastiera

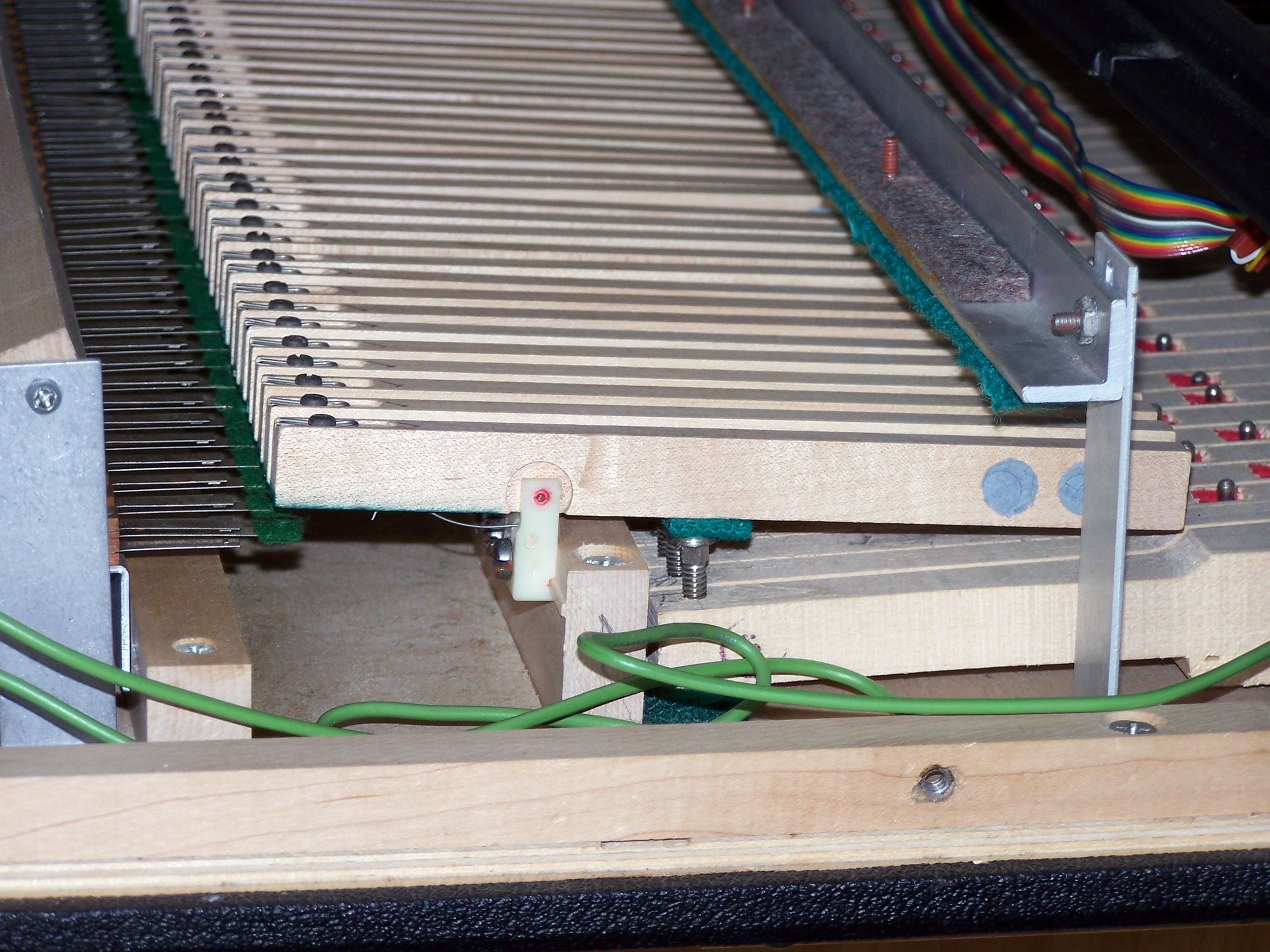
La meccanica in legno della tastiera di ARP Piano 16

La tastiera in legno era una vera novità per l'epoca e la realizzazione era di buona fattura. Il metodo di controllo di ampiezza delle note prodotte era però inadeguato e rendeva lo strumento difficile e soprattutto molto faticoso da suonare. Il metodo a scarica di condensatori rendeva quasi impossibile la tecnica del ribattuto, poiché era necessaria la permanenza del tasto in posizione di riposo per qualche decimo di secondo, per ricaricare il condensatore e poter generare una nuova nota. In aggiunta a ciò, il valore scelto per i condensatori era troppo basso per quella funzione, per cui la durata delle note tenute era assai breve, oltre a mantenere estremamente bassi l'ampiezza del suono e di conseguenza il rapporto segnale/rumore.

### Evoluzione commerciale
Verso il 1981, la cessione di ARP alla CBS portò ad un restyling dell'ARP Piano 16 producendo il Rhodes Electronic Piano, che era semplicemente lo stesso prodotto con un marchio ed un contenitore nuovi. Si narra che Harold Rhodes diventò furioso a causa di una pubblicità che proponeva lo strumento elettronico come "il nuovo Rhodes":
Furthermore, the ad implies that this is the new Rhodes and therefore supercedes the basic product. This certainly drives a massive spike in the coffin of "our" Rhodes. The public already is concluding that it is the new Rhodes. R&D personnel have already received several distress calls for clarification.
The full impact of the damaging consequences of this ad may not fully be known for several months, but when the musician who buys this product and then finds out that it is not, as it claims, a worthy creator of "distinctive Rhodes sound" his hatred is going to be directed at the name "Rhodes" because he has been misled, not by ARP, but by Rhodes. After this doublecross how can he be induced ever to look seriously at any of the products we propose to introduce? What shall we call them; "The Old Rhodes", or "The Real Rhodes", or "The Authentic Rhodes"?»